# Renfe Altaria

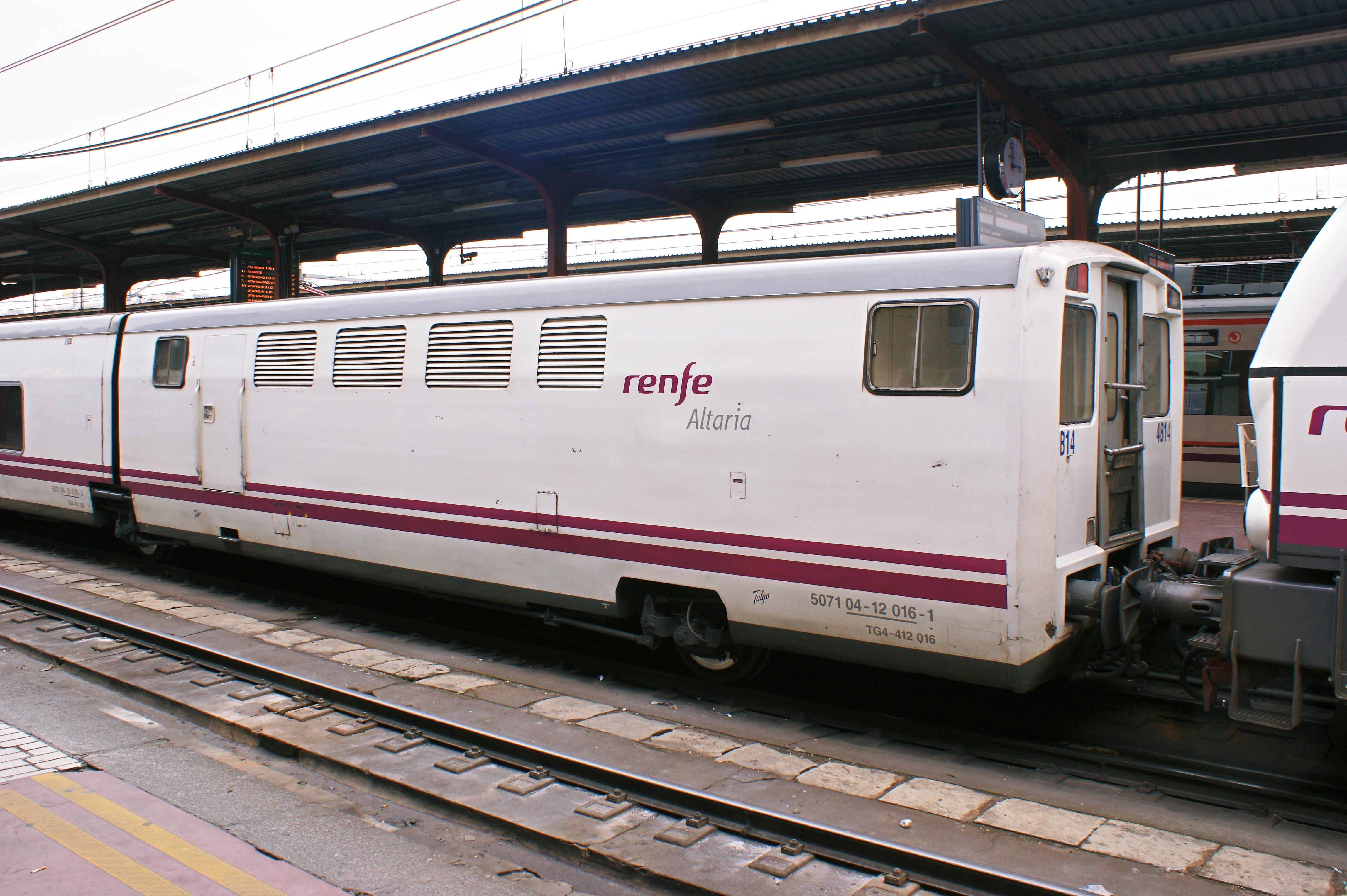
Dettaglio di una carrozza Talgo Altaria nella stagione di Chamartín di Madrid.

Renfe Altaria è stato un servizio ferroviario spagnolo di trasporto passeggeri sulle lunghe distanze gestito da Renfe tra il 2001 e il 2020. I convogli erano principalmente composti da carrozze Talgo di serie IV o VI, mentre le motrici erano solitamente S-252 o S-334. I convogli viaggiavano a una velocità massima di massima di 200 km/h.
Il 22 giugno 2020, il marchio Altaria è scomparso in favore di Renfe Intercity, che opera vari servizi di lunga distanza sotto una stessa denominazione.

## Tratte

### Ultimi servizi sotto il marchio Altaria
Tutti questi servizi oggi continuano sotto il marchio Intercity.
| Origine                | Fermate | Destinazione | Frequenza                            |
| ---------------------- | --- | ------------ | ------------------------------------ |
| Madrid-Porta di Atocha | Ciudad Real · Puertollano · Villanueva de Córdoba-Los Pedroches · Cordova · Antequera-Santa Ana · Ronda · San Roque-La Linea                   | Algeciras    | 1 al giorno                          |
| Madrid-Chamartín       | Madrid-Atocha Cercanía · Alcázar de San Juan · Albacete · Hellín · Calasparra · Cieza · Murcia del Carmen · Balsicas-Mar Menor · Torre-Pacheco | Cartagena    | Sostituito da AVE + trasporti locali |